# Governatore del Dakota del Sud
Il governatore del Dakota del Sud è il capo del ramo esecutivo del governo dello stato statunitense del Sud Dakota.
Attualmente, il governatore in carica è il repubblicano Larry Rhoden, in carica dal 25 gennaio 2025.

## Poteri e doveri
- Il governatore è il portavoce dello Stato
- Ha potere di veto (che in sole determinate circostanze può essere disapplicato)
- Il governatore è il comandante in capo della Guardia Nazionale.
- Può concedere grazie ai condannati

## Governatori

### Stato del Dakota del Sud
Repubblicano (28)
  Democratico (5) 
  Partito del popolo (1) 
| #  | Foto | Nome                | Mandato         | Mandato         | Partito            | Note  |
| #  | Foto | Nome                | Inizio          | Termine         | Partito            | Note  |
| -- | ---- | ------------------- | --------------- | --------------- | ------------------ | ----- |
| 1  |      | Arthur C. Mellette  | 22 marzo 1889   | 3 gennaio 1893  | Repubblicano       |       |
| 2  |      | Charles H. Sheldon  | 3 gennaio 1893  | 1º gennaio 1897 | Repubblicano       |       |
| 3  |      | Andrew E. Lee       | 1º gennaio 1897 | 8 gennaio 1901  | Partito del popolo |       |
| 4  |      | Charles N. Herreid  | 8 gennaio 1901  | 3 gennaio 1905  | Repubblicano       |       |
| 5  |      | Samuel H. Elrod     | 3 gennaio 1905  | 8 gennaio 1907  | Repubblicano       |       |
| 6  |      | Coe I. Crawford     | 8 gennaio 1907  | 5 gennaio 1909  | Repubblicano       |       |
| 7  |      | Robert S. Vessey    | 5 gennaio 1909  | 7 gennaio 1913  | Repubblicano       |       |
| 8  |      | Frank M. Byrne      | 7 gennaio 1913  | 2 gennaio 1917  | Repubblicano       |       |
| 9  |      | Peter Norbeck       | 2 gennaio 1917  | 4 gennaio 1921  | Repubblicano       |       |
| 10 |      | William H. McMaster | 4 gennaio 1921  | 6 gennaio 1925  | Repubblicano       |       |
| 11 |      | Carl Gunderson      | 6 gennaio 1925  | 4 gennaio 1927  | Repubblicano       |       |
| 12 |      | William J. Bulow    | 4 gennaio 1927  | 6 gennaio 1931  | Democratico        |       |
| 13 |      | Warren Green        | 6 gennaio 1931  | 3 gennaio 1933  | Repubblicano       |       |
| 14 |      | Tom Berry           | 3 gennaio 1933  | 5 gennaio 1937  | Democratico        |       |
| 15 |      | Leslie Jensen       | 5 gennaio 1937  | 3 gennaio 1939  | Repubblicano       |       |
| 16 |      | Harlan J. Bushfield | 3 gennaio 1939  | 5 gennaio 1943  | Repubblicano       |       |
| 17 |      | Merrill Sharpe D.   | 5 gennaio 1943  | 7 gennaio 1947  | Repubblicano       |       |
| 18 |      | George T. Mickelson | 7 gennaio 1947  | 2 gennaio 1951  | Repubblicano       |       |
| 19 |      | Sigurd Anderson     | 2 gennaio 1951  | 4 gennaio 1955  | Repubblicano       |       |
| 20 |      | Joe Foss            | 4 gennaio 1955  | 6 gennaio 1959  | Repubblicano       |       |
| 21 |      | Ralph Herseth       | 6 gennaio 1959  | 3 gennaio 1961  | Democratico        |       |
| 22 |      | Archie M. Gubbrud   | 3 gennaio 1961  | 5 gennaio 1965  | Repubblicano       |       |
| 23 |      | Nils Boe            | 5 gennaio 1965  | 7 gennaio 1969  | Repubblicano       |       |
| 24 |      | Frank Farrar        | 7 gennaio 1969  | 5 gennaio 1971  | Repubblicano       |       |
| 25 |      | Richard F. Kneip    | 5 gennaio 1971  | 24 luglio 1978  | Democratico        | [ 1 ] |
| 26 |      | Harvey L. Wollman   | 24 luglio 1978  | 1º gennaio 1979 | Democratico        |       |
| 27 |      | William J. Janklow  | 1º gennaio 1979 | 6 gennaio 1987  | Repubblicano       |       |
| 28 |      | George S. Mickelson | 6 gennaio 1987  | 19 aprile 1993  | Repubblicano       | [ 2 ] |
| 29 |      | Walter Dale Miller  | 19 aprile 1993  | 7 gennaio 1995  | Repubblicano       |       |
| 30 |      | William J. Janklow  | 5 gennaio 1995  | 7 gennaio 2003  | Repubblicano       |       |
| 31 |      | Mike Rounds         | 7 gennaio 2003  | 8 gennaio 2011  | Repubblicano       |       |
| 32 |      | Dennis Daugaard     | 8 gennaio 2011  | 5 gennaio 2019  | Repubblicano       |       |
| 33 |      | Kristi Noem         | 5 gennaio 2019  | 25 gennaio 2025 | Repubblicano       |       |
| 34 |      | Larry Rhoden        | 25 gennaio 2025 | in carica       | Repubblicano       |       |

## Altre cariche elevate tenute dai governatori
| Governatore         | Periodo             | Congresso | Congresso | Altri incarichi                    | Note |
| Governatore         | Periodo             | Camera    | Senato    | Altri incarichi                    | Note |
| ------------------- | ------------------- | --------- | --------- | ---------------------------------- | ---- |
| Coe I. Crawford     | 1907–1909           |           | S         |                                    |      |
| Peter Norbeck       | 1917–1921           |           | S         |                                    |      |
| William H. McMaster | 1921–1925           |           | S         |                                    |      |
| William J. Bulow    | 1927–1931           |           | S         |                                    |      |
| Harlan J. Bushfield | 1939–1943           |           | S         |                                    |      |
| Richard F. Kneip    | 1971–1978           |           |           | Ambasciatore a Singapore           |      |
| Bill Janklow        | 1979–1987 1995–2003 | H         |           |                                    |      |
| Mike Rounds         | 2003–2011           |           | S         |                                    |      |
| Kristi Noem         | 2019–2025           | H         |           | Segretario della Sicurezza Interna |      |
| Larry Rhoden        | 2025-in carica      |           |           | Vicegovernatore del Dakota del Sud |      |